# Барышников, Михаил Николаевич
Михаи́л Никола́евич Бары́шников (род. 27 января 1948[…], Рига) — советский и американский артист балета, балетмейстер, актёр, коллекционер, фотограф, общественный деятель. Заслуженный артист РСФСР (1973).
«Невозвращенец» в СССР, оставшийся в Канаде во время гастролей в 1974 году. Номинант на премии «Оскар» и «Золотой глобус» в категории «Лучший актёр второго плана» (1978) за роль в фильме «Поворотный пункт». Командор ордена Трёх Звёзд.

## Жизнь и карьера
Родился в Риге в семье офицера Советской армии. Родители — русские. В возрасте 12 лет потерял мать. Около двух лет прожил в семье своего одноклассника Андриса Витиньша. Среднее образование получил в Рижской средней школе № 22.
Заниматься балетом начал в Рижском хореографическом училище у педагогов Юриса Капралиса и Валентина Блинова. Учился в одном классе с Александром Годуновым. Продолжил обучение в Ленинградском хореографическом училище в классе Александра Пушкина (у него же ранее учился Рудольф Нуреев). Когда Барышникова приняли в Вагановское, первый, кому он об этом сообщил, был Капралис. Решение о переезде из Риги в Ленинград означало расставание со своим первым учителем, и это Михаила расстраивало до слёз. Но Капралис дал добро на этот перевод, даже настоял на нём, хотя отпустить талантливого ученика ему и было непросто.
В поздних интервью Капралис говорил, что этот момент стал и для него своеобразным экзаменом: ведь теперь его трёхлетнюю работу с юным танцовщиком должен был оценить будущий наставник Михаила в Вагановском училище Пушкин, и Александр Иванович остался доволен подготовкой своего нового подопечного. Он даже предложил Капралису и впредь присылать ему талантливых учеников для дальнейшей шлифовки. Барышников обучался у Капралиса с третьего по пятый класс. Капралис ставил для него и Годунова их первые танцевальные номера, в том числе и совместные, заложил основы его технической базы. Барышников поддерживал хорошие отношения с Капралисом на протяжении всей его жизни, а в 1988 году ему удалось пригласить его в Нью-Йорк, где Капралис прожил целый месяц и «великолепно провёл время, посещая бродвейские спектакли» и прочие достопримечательности культурной столицы мира.
В 1967—1974 годах был ведущим солистом в Ленинградском театре оперы и балета имени Кирова. Исполнял партии Базиля в балете Людвига Минкуса «Дон Кихот», Дезире в «Спящей красавице» Петра Чайковского, роль Гамлета в одноимённом балете Николая Червинского и роль Адама в балете «Сотворение мира» (постановка Н. Касаткиной и В. Василёва).

## Невозвращение в СССР
В 1974 году, во время гастролей в составе труппы Большого театра в Канаде, получив приглашение от своего давнего знакомого Александра Минца в труппу «Американского театра балета», стал невозвращенцем.
В 1974—1978 годах — премьер труппы «Американский театр балета» (Нью-Йорк), в 1980—1989 годах был также её руководителем; оказал существенное влияние на американскую и мировую хореографию.
В 1977 году дебютировал в кино, исполнив роль звезды балета в фильме «Поворотный пункт», за которую в 1978 году был номинирован на премию «Оскар» в категории «Лучшая мужская роль второго плана» (всего картина номинировалась в одиннадцати категориях, но не получила ни одной награды).
В 1985 году сыграл роль танцовщика, убегающего от советской власти, в кассовом фильме «Белые ночи». В 1989 году дебютировал на Бродвее, сыграв в драматическом спектакле «Превращение» по повести Франца Кафки.
В 1990 году вместе с танцовщиком и хореографом Марком Моррисом организовал проект «Белый дуб» (Флорида), занимавшийся постановками и изысканиями в области современного танца. Возглавлял его до 2002 года, когда проект был закрыт, чтобы сконцентрироваться на организации и строительстве Центра искусств Барышникова. После открытия Центра в 2005 году на 37-й улице Нью-Йорка (450 West 37th Street, New York, NY 10018), неподалёку от Театрального квартала, является его художественным руководителем. В начале 2000-х годов снимался в популярном телесериале «Секс в большом городе», исполнив роль очередного возлюбленного Кэрри Брэдшоу, художника Александра Петровского, в последних сериях последнего сезона.

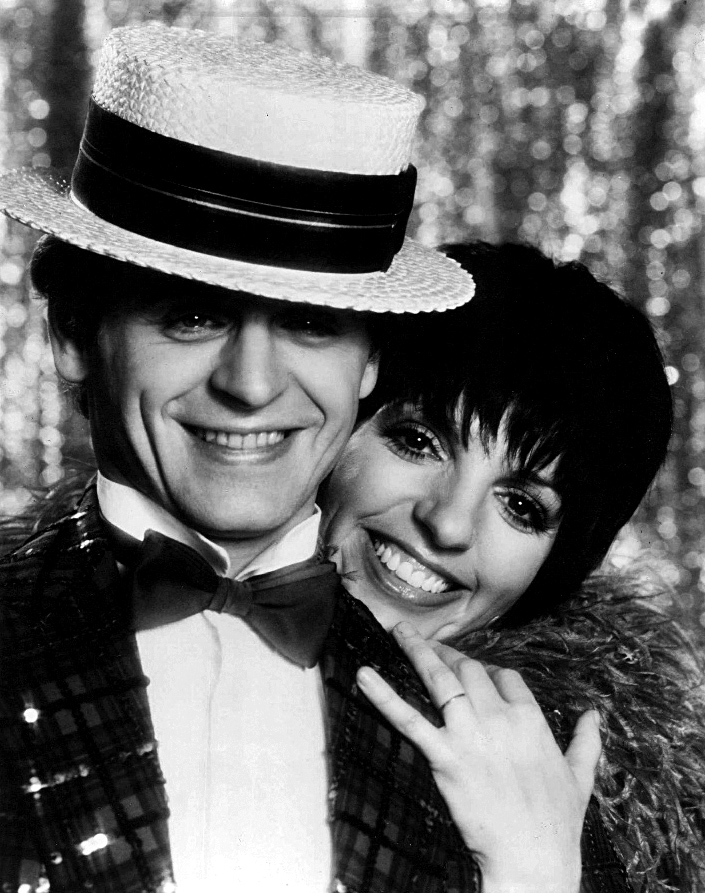
Рекламное фото Барышникова и Лайзы Миннелли для мюзикла Baryshnikov on Broadway, 1980 год
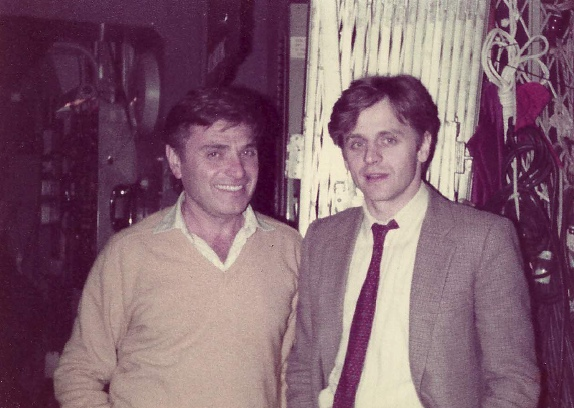
Хореографы Йонатан Кармон и Михаил Барышников за кулисами Линкольн-центра в Нью-Йорке, 1984 год
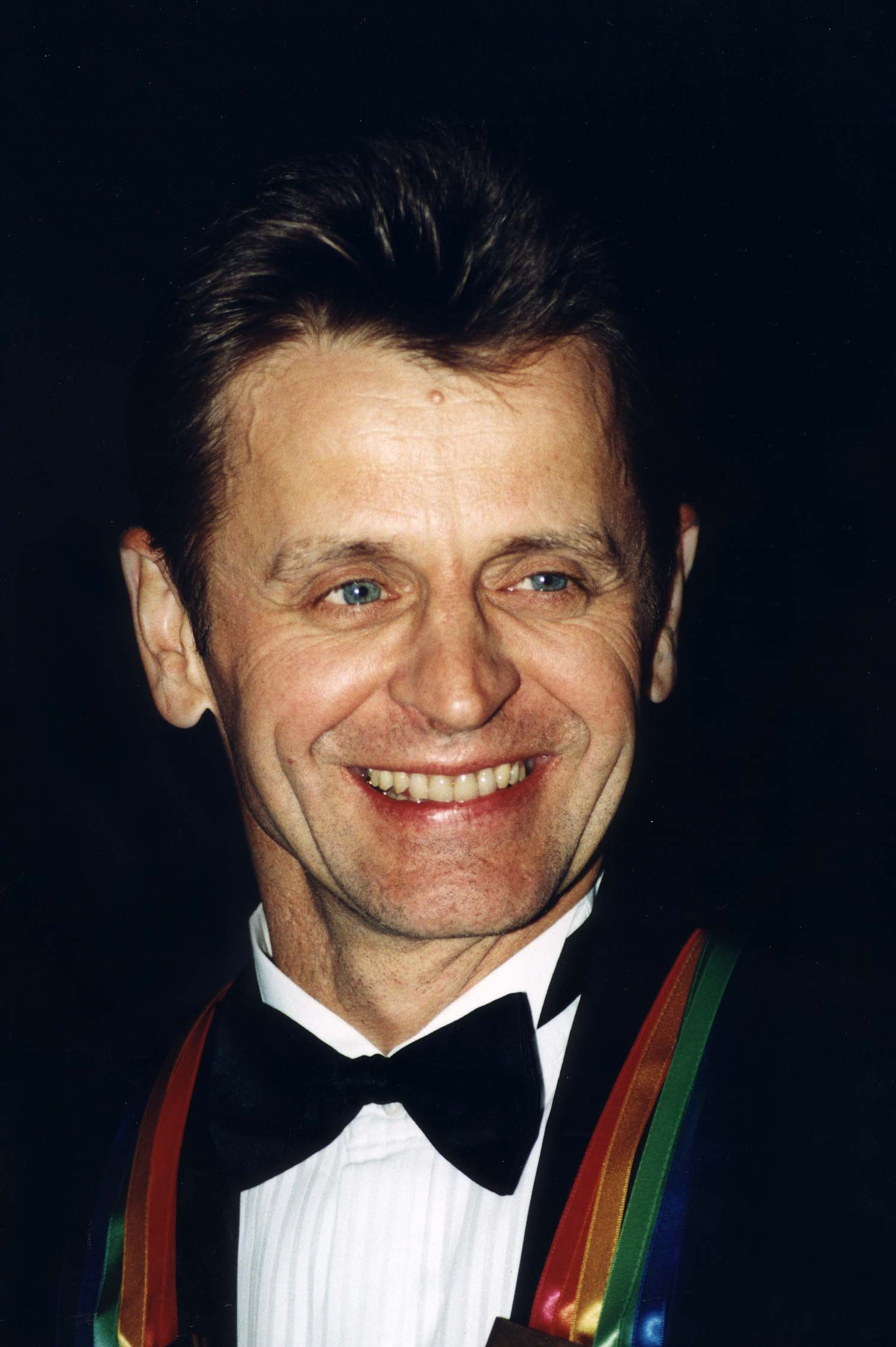
Награждение за заслуги перед Кеннеди-центром, Вашингтон, округ Колумбия, 2000 год
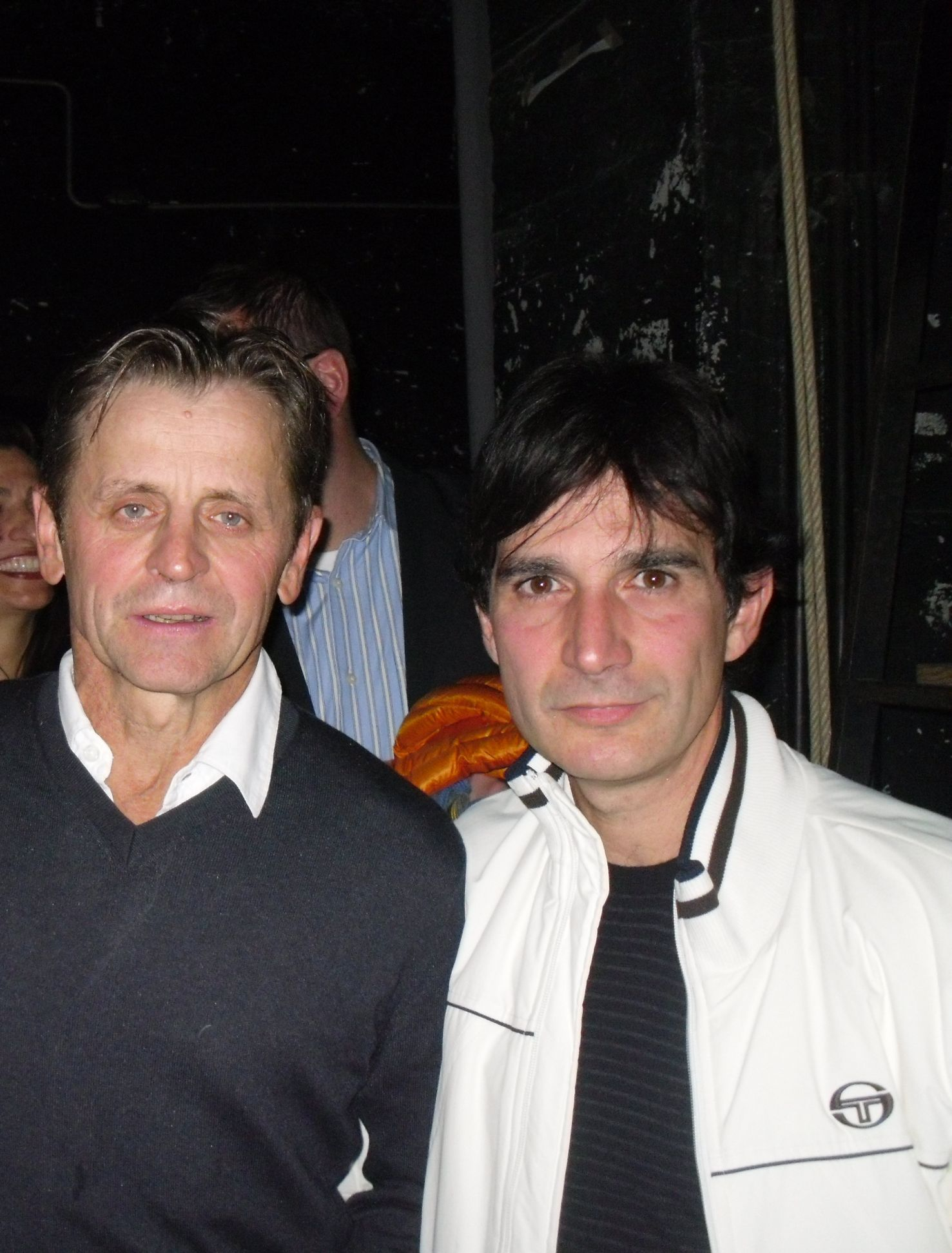
Михаил Барышников и Роберто Байокки[итал.], 2009
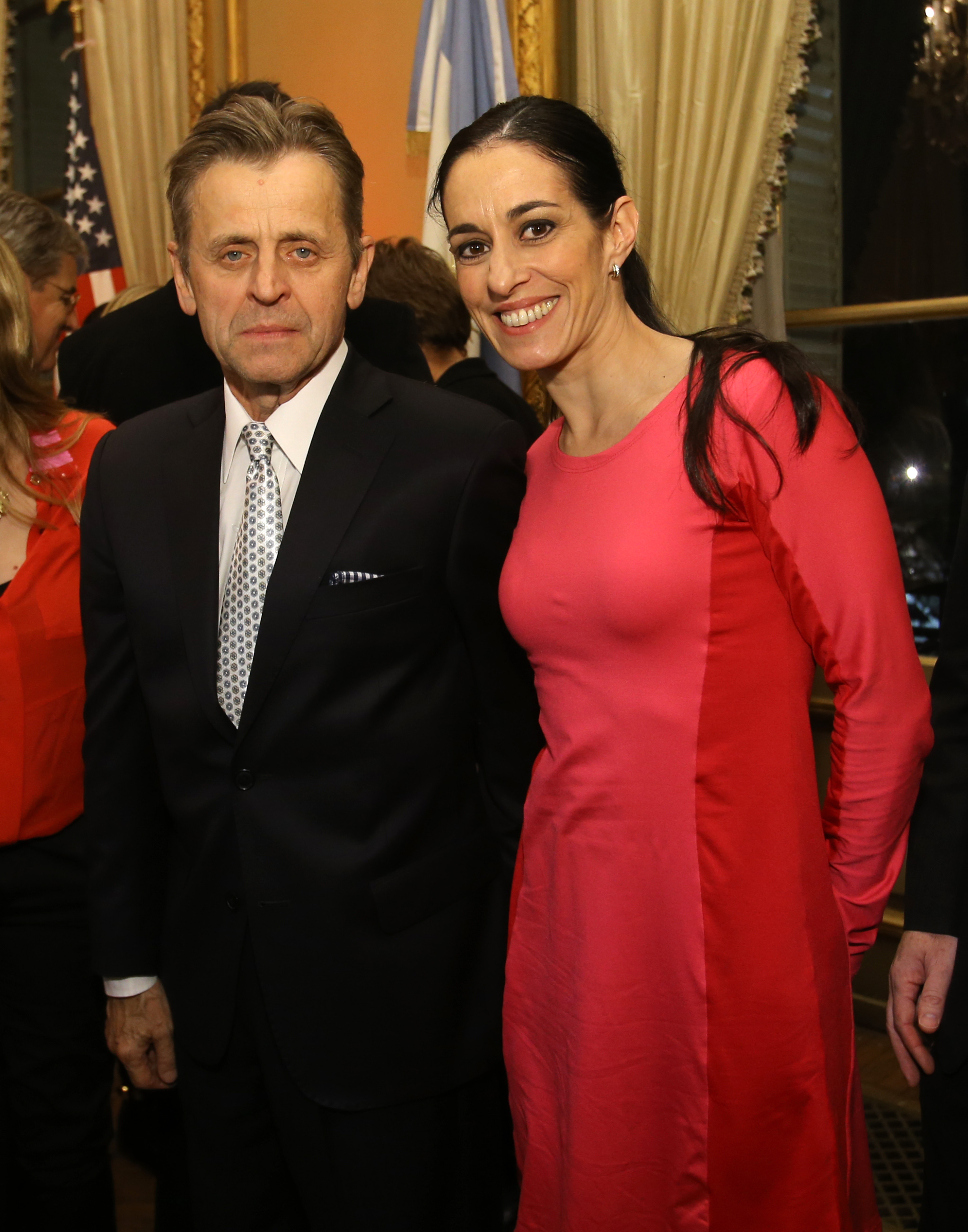
Михаил Барышников и Сесилия Фигаредо[исп.], 2014

Занимается фотографией и коллекционированием живописи. Выставки его фоторабот и коллекций проводились различными музеями, в том числе ГМИИ им. А. С. Пушкина.
В 2015 году вернулся на родину, откликнувшись на предложение латвийского режиссёра Алвиса Херманиса поставить моноспектакль по поэзии Бродского, который стал сенсацией театрального сезона далеко за пределами Латвии.
21 декабря 2016 года обратился с письмом в латвийский парламент с просьбой стать гражданином Латвии. В апреле 2017 года сейм Латвии единогласно проголосовал за предоставление артисту латвийского гражданства.

### Личная жизнь
- Встречался с актрисой Джессикой Лэнг. В 1981 году у них родилась дочь Александра[англ.], которая пошла по стопам отца — преподаёт хореографию[12].
- Женат на бывшей артистке балета Лизе Райнхарт[англ.], у супругов трое детей: Питер (род. 1989), Анна (род. 1992) и София (род. 1994).

## Взгляды и общественная деятельность
В специальном обращении, опубликованном сайтом правозащитной организации «No More Fear Foundation» в 2013 году, Михаил Барышников выступил против гомофобии и дискриминации ЛГБТ-сообщества.
Барышников не испытывает ностальгии по России, не собирается возвращаться и принципиально игнорирует предложения посетить страну с гастролями.
|  | У меня никогда не было такой привязанности к этому месту, как у него [Бродского]. Я и прожил-то в России всего 10 лет. Я продукт латвийского воспитания, хотя родители у меня были русские со всеми вытекающими из этого последствиями. Но я никогда не чувствовал ностальгии — точнее, у меня есть ностальгия по русским людям и русской культуре, но не по этому месту на географической карте.— Интервью Русской службе Би-би-си |

На вопрос другого журналиста — «разве ему не любопытно было бы самому увидеть, как изменилась жизнь со времени его отъезда?» Барышников ответил, что «лучше видно издалека и ты всё понимаешь гораздо лучше, нежели когда там живёшь». Тем не менее, в России в 2013 году прошла масштабная выставка из его коллекции «Искусство, с которым я живу», которую представил ГМИИ имени А. С. Пушкина в Отделе личных коллекций, а затем выставка фотографий «Метафизика тела» в Центре фотографии имени братьев Люмьер. Фото выполнил Роберт Уитмен, лично представивший выставку в Москве.
В 2016 году поддержал кандидата в президенты США Хиллари Клинтон в её предвыборной кампании; Дональда Трампа же сравнил с тоталитарным оппортунистом с советской риторикой времён его молодости.
В феврале 2022 года выступил против вторжения России на Украину. В марте того же года вместе с писателем Борисом Акуниным и экономистом Сергеем Гуриевым запустил благотворительный проект «Настоящая Россия» (True Russia), направленный на сбор средств в пользу украинских беженцев.
Сайт проекта «Настоящая Россия» был заблокирован по требованию Генпрокуратуры России 24 мая 2022 года, после чего Барышников обратился с открытым письмом к президенту Владимиру Путину.
|  | Такие, как мы, принесли больше чести русскому миру, чем всё ваше неточное высокоточное оружие. Вашему русскому миру – миру страха, миру, сжигающему учебники украинского языка, не бывать, пока есть мы, привитые в детстве от этой чумы. Нашему же миру быть – несмотря на все ваши блокировки. Мы знаем, как сохранить ценности нашего русского мира. А ваш мир, если не проснётся, умрёт от своих страхов.— Михаил Барышников |

## Факты
- Поэт Иосиф Бродский посвятил Барышникову несколько стихотворений: «Классический балет есть замок красоты…» (из сборника «Часть речи») и «Раньше мы поливали газон из лейки…» (из книги «Пейзаж с наводнением»). В 2015 году состоялась премьера спектакля Алвиса Херманиса «Бродский/Барышников»[24].
- Барышников вместе с Иосифом Бродским являются  совладельцами ресторана «Русский самовар» в Нью-Йорке, который основал на Манхэттене в декабре 1986 года и был его владельцем их друг Роман Каплан. Он же и предложил друзьям "войти в долю". Бродский вложил в общее дело часть своей Нобелевской премии, а Барышников - деньги из своих накоплений. 31 октября 1990 года, в Хэллоуин, в ресторане «Русский самовар» весь вечер играл на рояле друг Романа Каплана, находящийся в то время на гастролях в США известный музыкант-импровизатор и композитор из Ленинграда Юрий Касьяник, ещё в 1978 году создавший для Михаила Барышникова и посвятивший ему балет-соло "Музыка". Фрагмент этого балета был исполнен артистами "от Барышникова" - из New York City Ballet - 20 июля того же 1990 г., в 5-часовом хэппенинге Касьяника "Leningrad Calling" на Манхэттене, в Баттери-Парке.. http://www.nytimes.com/1990/07/20/arts/outdoors-concert-fare-that-s-serious-and-rare.html?pagewanted=2 Также, в 1990 году, совместно с фирмой Weekend Exercise Co Барышников запустил марку одежды для танцовщиков Baryshnikov, также выпускал мужской одеколон под собственным именем — Misha.
- В одной из сцен фильма «Поворотный пункт» Михаил Барышников исполняет песню Владимира Высоцкого «Дом хрустальный».
- Упоминается в книге Стивена Кинга «Нужные вещи».
- Михаил Барышников познакомил Иосифа Бродского с Владимиром Высоцким[25].
- В 2011 году в России снят фильм «Мой папа — Барышников» (реж. Дмитрий Поволоцкий, Марк Другой). Картина стала лауреатом фестиваля «Кинотавр-2011».

## Роли в драматическом театре
- 2011 — «В Париже», драматический спектакль на русском и французском языках по рассказу Ивана Бунина. Совместная постановка Центра искусств Барышникова, Лаборатории Дмитрия Крымова, Фонда содействия развитию культуры «Русский век» и Korjaamo Theater. Режиссёр Дмитрий Крымов, главные роли исполнили Михаил Барышников (генерал Николай Платоныч) и Анна Синякина (Ольга Александровна). Премьера состоялась 17 августа 2011 года в Хельсинки, затем спектакль был показан в других городах Европы и США[26][27].
- 2013 — «Старуха», спектакль в жанре физического театра по одноимённому произведению Даниила Хармса. Совместная работа (постановка, сценография, концепция света) режиссёра Роберта Уилсона и актёров Уиллема Дефо и Михаила Барышникова. Премьера состоялась 4 июля 2013 года на международном фестивале в Манчестере[28].
- «Письмо человеку», спектакль по дневникам Вацлава Нижинского, режиссёр Роберт Уилсон[29].
- 2015 — «Бродский / Барышников», моноспектакль по стихам Иосифа Бродского. Совместная постановка Нового Рижского театра и Baryshnikov Productions, режиссёр Алвис Херманис. Премьера состоялась в Риге, затем спектакль был показан в других странах[30].
- 2019 — «Белый вертолёт», спектакль Нового Рижского театра, режиссёр Алвис Херманис (в роли Папы Римского Бенедикта XVI)[31].
- 2021 — «chekhovOS / экспериментальная игра» по «Вишнёвому саду» Антона Чехова, совместный проект лаборатории виртуального театра Zero Gravity (театр «Арлекин», Бостон) и Центра искусств Барышникова, режиссёр Игорь Голяк. Барышников в роли Чехова читает на русском языке письма писателя, написанные во время работы над пьесой, в последний период его жизни. Его дочь Анна Барышникова сыграла роль Вари[32][33].
- 2022 — «Сад» по «Вишнёвому саду» Антона Чехова, совместная постановка Центра искусств Барышникова и театра «Арлекин», режиссёр Игорь Голяк (в роли Фирса)[34].

## Фильмография
- 1968 — «Город и песня» (фильм-концерт, «Ленфильм») — Танцовщик
- 1969 — «Сказ о холопе Никишке» (фильм-балет на музыку Марата Камилова, балетмейстер Кирилл Ласкари, Ленинградское телевидение) — Никишка
- 1970 — «Молодой балет мира» (документальный фильм)
- 1971 — «Фиеста» (реж. Сергей Юрский, Ленинградское телевидение, телеспектакль по роману Эрнеста Хемингуэя в исполнении актёров БДТ имени Горького) — Педро Ромеро, матадор
- 1977 — «Поворотный пункт» — Юрий Копейкин (номинация на премию «Оскар» за лучшую мужскую роль второго плана)
- 1977 — «Щелкунчик» — Принц
- 1980 — «Кармен» — Дон Хосе
- 1984 — «Дон Кихот» — Базиль
- 1985 — «Белые ночи» — Коля Родченко
- 1987 — «Танцоры» — Тони
- 1991 — «Кабинет доктора Рамиреса» (режиссёр Питер Селларс, ремейк фильма 1920 года «Кабинет доктора Калигари») — сомнамбула Сезар
- 1991 — «Дело фирмы» — Пётр Иванович Грушенко
- 2004 — «Секс в большом городе (Сезон 6)» — Александр Петровский
- 2014 — «Джек Райан: Теория хаоса» — Сергей Александрович Сорокин, министр внутренних дел России

## Награды
- Заслуженный артист РСФСР (29 ноября 1973)
- Командор ордена Трёх звёзд (9 ноября 2021, Латвия)[35]
- Национальная медаль США в области искусств (2000)
- Премия центра Кеннеди (2000)
- Императорская премия Японии (2017)
- Почётный гражданин Тбилиси (2018)